# La Duchesse de Langeais
Pour les articles homonymes, voir La Duchesse de Langeais (homonymie).
La Duchesse de Langeais est un roman d’Honoré de Balzac, publié dans un premier temps en mars 1834, sous le titre de Ne touchez pas la hache dans la revue L'Écho de la Jeune France. En 1839 paraît la deuxième édition contenant Ferragus et La Duchesse de Langeais, qui figure sous ce titre pour la première fois. Enfin, en 1843, paraît la troisième édition de l’Histoire des Treize contenant Ferragus, La Duchesse de Langeais et La Fille aux yeux d'or dans La Comédie humaine. Le roman est dédié à Franz Liszt.

## Résumé
Le général de Montriveau est épris de la duchesse Antoinette de Langeais, une coquette qui se refuse à lui et qui disparaît. Aidé par les puissants Treize, sorte de franc-maçonnerie aux pouvoirs occultes comme Balzac aime à mettre en scène, il la poursuit jusqu’à un monastère espagnol où elle s’est réfugiée sous le nom de sœur Thérèse. Là, elle accepte de le recevoir en présence de la mère supérieure à qui elle fait croire que cet homme est son frère. Mais, au dernier moment, elle avoue sa faute en même temps que son amour longtemps caché pour Montriveau. Ce début amène un long retour en arrière, à l’époque où la duchesse menait le monde par le bout du nez, faisant ménage à part avec son mari et méprisant ses soupirants. L’esprit des Treize imprègne le roman, en particulier la scène de violence où l’on voit Montriveau, conseillé par Ronquerolles, menacer la duchesse de la marquer au front avec une croix de Lorraine rougie au feu.
Dédié à Franz Liszt, ce portrait d’une coquette représentative des nobles familles du faubourg Saint-Germain, qui tiennent leur fortune de leurs terres et qui vivent dans le mythe d’une naissance supérieure, fut inspiré à Balzac par la duchesse de Castries, avec laquelle il eut une aventure orageuse et qui l'humilia en se refusant à lui. Balzac en conçut d'abord une violente rancœur, puis les relations devinrent plus cordiales après la parution de La Duchesse de Langeais, même si la duchesse de Castries y est dépeinte dans un portrait assez peu flatteur.
En indiquant que l'ouvrage a été terminé à Genève le 26 janvier 1834, Balzac voulait aussi envoyer un signe à Ewelina Hańska, à qui il avait beaucoup parlé de cet ouvrage durant ce mois de janvier passé non loin d'elle. L'histoire, qui montre comment l'écrivain s'est vengé des froideurs de la duchesse, aurait servi de mise en garde contre un éventuel refus amoureux de sa part — une crainte heureusement dissipée ce jour-là.

## Commentaires et critiques
Ce roman, où l'analyse politique et morale devient poésie et philosophie, est un des grands chefs-d'œuvre de Balzac, une des œuvres où le jeune auteur a mis le plus de lui-même. Tout bruissant de voyages lointains, il est aussi le plus riche et le plus complet de l’ensemble de l’Histoire des Treize. 
Voir L’analyse de l’ensemble des trois romans, Histoire des Treize, La Duchesse de Langeais, La Fille aux yeux d’or, sur le site de la Maison de Balzac.

## Adaptations
- La Duchesse de Langeais, film français d’André Calmettes sorti en 1910.
- La Duchesse de Langeais (The Eternal Flame), film américain de Frank Lloyd sorti en 1922.
- La Duchesse de Langeais (Liebe), film allemand de Paul Czinner sorti en 1926.
- La Duchesse de Langeais, film français de Jacques de Baroncelli, sorti en 1942.
- La Duchesse de Langeais, téléfilm français de Jean-Paul Roux diffusé en 1982.
- La Duchesse de Langeais, téléfilm français de Jean-Daniel Verhaeghe diffusé en 1995.
- Ne touchez pas la hache, film français de Jacques Rivette sorti en 2007.

## Opéra
- La duchesse de Langeais (1967), opéra en 4 actes d'Eugène Bozza; livret de Félix Forté[4].

## Livre audio
- La Duchesse de Langeais par Fanny Ardant, éditions des femmes, 2003.
- La Duchesse de Langeais par Thomas de Châtillon, association « Des Livres à Lire et à Entendre », 2010, version librement téléchargeable en MP3[5].